# مصنف للكبار (ألبوم ريانا)
ريتيد آر هو الألبوم الإستديو الرابع من قبل المغنية البربادوسية ريانا، صدر في 20 نوفمبر، 2009، من قبل تسجيلات ديف جام وتسجيلات إس آر بي. بدأت جلسات تسجيل الألبوم في أبريل 2009 في عدة استديوهات تسجيل في جميع أنحاء الولايات المتحدة وأوروبا. ريانا مع أنطونيو «إل.أي.» ريد وإدارة كارتر كانوا المنتجين المنفذين للألبوم، وعملت مع العديد من المنتجين، بما في ذلك شيس أند ستاتس، ستارقيت، ذا-دريم، ني-يو، وبراين كينيدي. تضمن الألبوم العديد من الفنانين والعازفين، بما في ذلك يونغ جيزي، ویل.آي.أم، جستن تيمبرلك، وسلاش الذي عزف القيتار في أغنية «روك ستار 101».

## الخلفية والتنمية

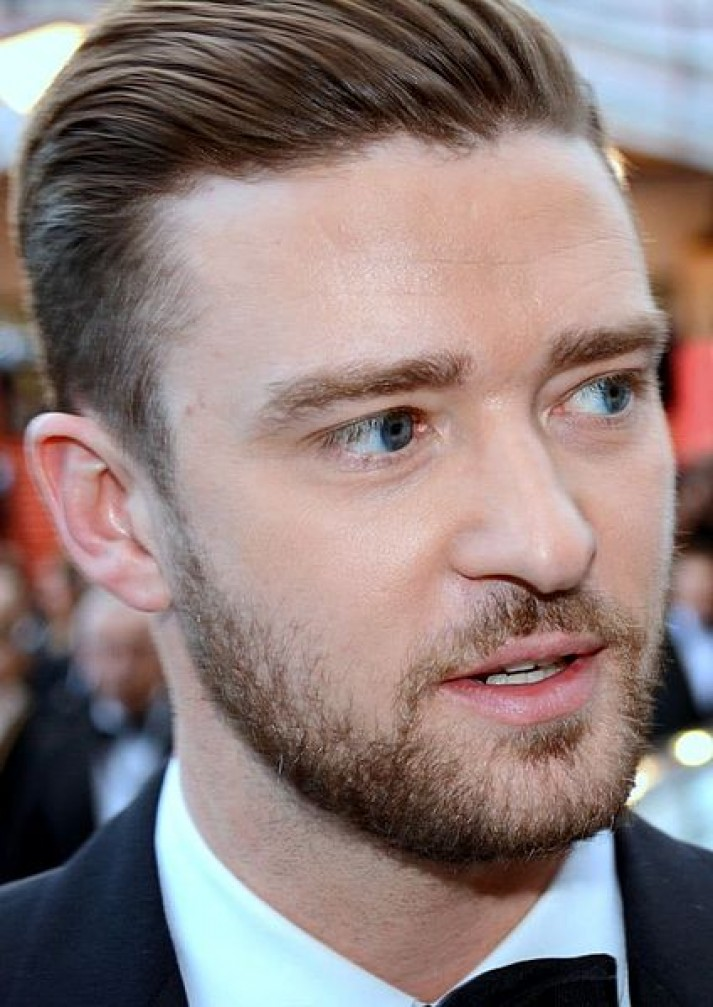
جستن تيمبرلك، واحد من الكتاب والمنتجين في ريتيد آر.

بعد الاعتداء الذي حصل لريانا من قبل عشيقها السابق كريس براون، كان هناك الكثير من التكهنات حول ما إذا كان هناك أي أغنية سوف تظهر في ألبومها القادم تتحدث عنه. في مقابلة مع أخبار إم تي في، أوضح ني-يو أنه لن يكتب أغنية لريانا عن كريس، لأنه يعتبرها فكرة لا لزوم لها. أوضح المنتج تشك هارموني أنه مهما صدرت أي أغنية لريانا كأغنية منفردة أولى، سوف يظن الكل على الفور أنها أغنية عن كريس. خلال مقابلة مع مارك مالكين في جوائز إم تي في للأغاني المصورة، ذكر ني-يو أن المستمعين يجب أن يتوقعوا شخصية ريانا بأن تكون أكثر تنرفزاً وغضباً في الألبوم. مع نجاح ألبومها السابق، أرادت ريانا التأكد أن لن تسجل صوت واحد أو مكرر. في «جستن تيمبرلك أند فريندز كونسرت إن لاس فيغاس»، صرح جستن لأخبار إم تي في أن صوت ريتيد آر جديد كلياً وأن الأغاني الجديد ليست مجرد أغاني مكررة قد سمعها المعجبين من قبل على ألبومها الأخير.

## التسجيل والإنتاج
بدأت ريانا بتسجيل الأغاني للألبوم في مارس 2009. تم تسجيل الألبوم في استوديوهات ميلك في مانهاتن، نيويورك، استوديوهات متروبوليس في لندن، إنجلترا، استوديوهات دافوت في باريس، فرنسا واستوديوهات ويستليك في لوس أنجلوس، كاليفورنيا. عملت ريانا مع العديد من كتاب أغاني مختلفين ومنتجين في الألبوم، بما في ذلك تشك هارموني، ذا-دريم، كريستوفر «تريكي» ستيوارت، شيس أند ستاتس، ستارقيت، ديمو كاستيلون وجستن تيمبرلك. أرادت ريانا أن يكون الألبوم أقل تأثراً بسينثبوب، في محاولة لتجنب نوع البوب الموسيقي المرح من ألبوماتها السابقة. شاركت ريانا في كتابة أكثر كلمات الأغاني في الألبوم بمساعدة جستن وني-يو، اللذان ساعدا ريانا في ترجمة عواطفها في الأغاني.

## الموسيقى والكلمات
يتضمن ريتيد آر لحن أكثر قتامة وشؤم من ألبومات ريانا السابقة.. في المقام الأول الألبوم عبارة عن ألبوم بوب وآر أند بي، كما أنه يشتمل على عناصر موسيقية أخرى من موسيقى الهيب هوب، الروك، والدانسهول. أغاني مثل «جي 4 إل»، «ماد هاوس»، و«ويت يور تيرن» عناصر من الدبستيب، بما في ذلك السنثسيزر. يتضمن الألبوم أيضاً أنواع موسيقية أخرى، مثل الدانسهول في «رود بوي» و اللاتينية في «تي آمو».

## قائمة تقديرات الألبوم
| الرقم | الناقد          | التقدير   | المصادر |
| ----- | --------------- | --------- | ------- |
| 1     | Allmusic        | 4/5 stars | [ 12 ]  |
| 2     | The A.V. Club   | +C        | [ 23 ]  |
| 3     | الغارديان       | 3/5 stars | [ 24 ]  |
| 4     | NME             | 7/10      | [ 25 ]  |
| 5     | Pitchfork Media | 6.1/10    | [ 13 ]  |
| 6     | Rolling Stone   | 4/5 stars | [ 26 ]  |
| 7     | Slant Magazine  | 4/5 stars | [ 27 ]  |
| 8     | Spin            | 5/10      | [ 28 ]  |

## الأداء التجاري

### أمريكا الشمالية
في الولايات المتحدة، دخل ريتيد آر لأول مرة المركز الرابع في على الرسم البياني بيلبورد 200، مع 181,000 نسخة من الألبوم بيعت في الأسبوع الأول. تجازوت مبيعات الأسبوع الأول لهذا الألبوم مبيعات ألبومها السابق قوود قيرل قون باد (2007)، الذي بيع منه 162,000 نسخة في الأسبوع الأول. تصدر الألبوم الرسم البياني لألبومات الآر أند بي/هيب-هوب. في 8 يناير، 2010، حصل ريتيد آر على شهادة البلاتينيوم من قبل رابطة صناعة التسجيلات الأمريكية (RIAA)، تدل على شحن أكثر من 1,000,000 نسخة. الألبوم باع أكثر من 1,110,000 نسخة في الولايات المتحدة اعتباراً من نوفمبر 2013.

### أوروبا وأوقيانوسيا
في المملكة المتحدة، الألبوم دخل لأول مرة المركز السادس عشر على الرسم البياني البريطاني وحصل على شهادة قولد في أربعة أيام فقط. شحن من الألبوم على الأقل 600,000 نسخة وحصل على شهادتان من البلاتينيوم من قبل صناعة التسجيلات البريطانية (BPI) في 15 أكتوبر، 2010. في 7 مارس، 2010، دخل الألبوم إلى المراكز العشرة الأولى، في المركز التاسع في أسبوعه الخامس عشر. اعتباراً من 1 أغسطس، 2010 أمضى الألبوم على الرسم البياني البريطاني لمدة 36 أسبوعاً. اعتباراً من 1 أغسطس, 2010, أمضى الألبوم ستة وثلاثون أسبوعاً في مخطط ألبومات المملكة المتحدة. اعتباراً من 26 يونيو، 2011 بيع من الألبوم 656,527 نسخة. على الرغم من دخول الألبوم لأول مرة في المركز الخامس عشر في أستراليا، حصل الألبوم على شهادة قولد في الأسبوع الثاني. في أغسطس، حصل على شهادة البلاتينيوم بعد شحن 70,000 نسخة. مع صدور أغنية الألبوم المنفردة الثالثة ثالث، «رود بوي»، ارتفع ريتيد آر إلى المركز الثاني عشر في 7 مارس، 2010. في نيوزيلندا، دخل الألبوم لأول مرة في المركز الرابع عشر.

## الجوائز والترشيحات
| السنة | الحفل                   | البلد المضيف | الفئة                          | النتيجة | المصادر |
| ----- | ----------------------- | ------------ | ------------------------------ | ------- | ------- |
| 2010  | جوائز تين تشويس         |              | اختيار موسيقى: ألبوم آر أند بي | رُشِّح     | [ 39 ]  |
| 2011  | جوائز بربادوس الموسيقية |              | ألبوم السنة                    | فوز     | [ 40 ]  |

## الأغاني المنفردة
| "رشن روليت"                                                 | 2009 | 7  | 5  | 9  | 4 | 2  | 5  | 9  | 1 | 2  | 9  | - : قولد - : قولد - : قولد - : قولد - : 2× بلاتينيوم              |
| "هارد" (مع يونغ جيزي)                                       | 2009 | 51 | —  | 9  | — | —  | 33 | 15 | — | 42 | 8  | - : بلاتينيوم                                                     |
| "ويت يور تيرن"                                              | 2009 | 82 | —  | —  | — | —  | 32 | —  | — | 45 | —  | —                                                                 |
| "رود بوي"                                                   | 2010 | 1  | 3  | 7  | 8 | 4  | 3  | 3  | 5 | 2  | 1  | - : 2× بلاتينيوم - : قولد - : قولد - : بلاتينيوم - : 2× بلاتينيوم |
| "روك ستار 101" (مع سلاش)                                    | 2010 | 24 | —  | —  | — | —  | —  | —  | — | —  | 64 | —                                                                 |
| "تي آمو"                                                    | 2010 | 22 | 14 | 66 | — | 11 | 16 | 31 | 9 | 14 | —  | - : قولد - : قولد - : سلفر                                        |
| "—" يدل على عدم دخول الأغنية إلى الرسوم البيانية الموسيقية. |      |    |    |    |   |    |    |    |   |    |    |                                                                   |

## الإصدار والترويج
انظر أيضاً: لاست قيرل أون إرث تور

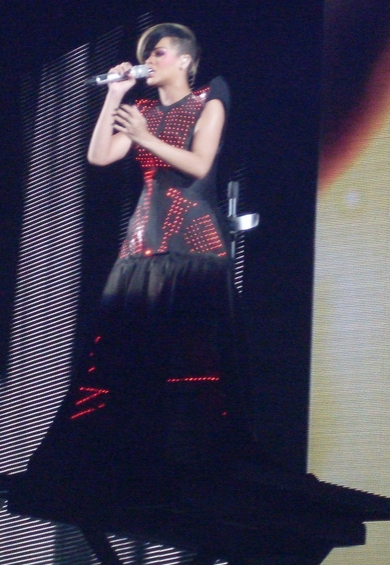
ريانا أثناء لاست قيرل أون إرث تور، 2010.

في 15 أكتوبر، 2009، أصدرت ريانا بيان جنباً إلى جنب مع صورة من معدن تحمل شعار 'R' على موقعها الرسمي على الإنترنت، مع جملة «الانتظار انتهى 23 نوفمبر 2009»، مما يدل على تاريخ صدور ريتيد آر. في اليوم التالي، صورت ريانا أغنية مصورة لأغنية «ويت يور تيرن» التي عرضت لأول مرة على موقعها الرسمي يوم 3 نوفمبر، 2009. في 5 نوفمبر، 2009، ظهرت ريانا في أول مقابلة متفلزة لها منذ حادثتها مع كريس براون على صباح الخير يا أمريكا لدعم الألبوم. في نوفمبر 2009، عقدت آيلاند ديف جام مع نوكيا لحفل موسيقي خاص أقيم لترويج الألبوم يوم 16 نوفمبر، 2009، في المملكة المتحدة.

## قائمة أغاني الألبوم
1. «ماد هاوس» - (1:35)
2. «ويت يور تيرن» - (3:46)
3. «هارد» (مع يونغ جيزي) - (4:11)
4. «ستيوبد إن لوف» - (4:01)
5. «روك ستار 101» (مع سلاش) - (4:00)
6. «رشن روليت» - (3:48)
7. «فاير بومب» - (4:18)
8. «رود بوي» - (3:43)
9. «فوتوغرافز» (مع ویل.آي.أم) -(4:46)
10. «جي 4 إل» - (4:00)
11. «تي آمو» - (3:28)
12. «كولد كيس لوف» - (6:04)
13. «ذا لاست سونق» - (4:16)
14. «رشن روليت» (دوني هوتويل ريمكس) - (3:01) (أغنية إضافية حصرية من نوكيا)
15. «هول إن ماي هيد» (مع جستن تيمبرلك) - (4:05) (أغنية إضافية حصرية من نوكيا)
16. «رشن روليت» (فيديو) - (4:31) (فيديو إضافي من متجر آي تيونز)
17. «ويت يور تيرن» (فيديو) - (4:02) (فيديو إضافي من متجر آي تيونز)

## الرسوم البيانية
| الرسم البياني (2009-2010)                        | المركز | المصادر |
| ------------------------------------------------ | ------ | ------- |
| ألبومات أسترالية (ARIA)                          | 12     | [ 46 ]  |
| ألبومات نمساوية (Ö3 Austria)                     | 7      | [ 47 ]  |
| ألبومات بلجيكية (Ultratop Flanders)              | 16     | [ 48 ]  |
| ألبومات بلجيكية (Ultratop Wallonia)              | 16     | [ 49 ]  |
| ألبومات كندية (Billboard)                        | 5      | [ 50 ]  |
| ألبومات جمهورية التشيك (IFPI)                    | 15     | [ 51 ]  |
| ألبومات كرواتية (Toplista)                       | 39     | [ 52 ]  |
| ألبومات دنماركية (Hitlisten)                     | 32     | [ 53 ]  |
| ألبومات فنلندية (Suomen virallinen lista)        | 14     | [ 54 ]  |
| ألبومات فرنسية (SNEP)                            | 10     | [ 55 ]  |
| ألبومات ألمانية (Media Control)                  | 4      | [ 56 ]  |
| ألبومات مجرية (MAHASZ)                           | 31     | [ 57 ]  |
| ألبومات أيرلندية (IRMA)                          | 7      | [ 58 ]  |
| ألبومات يابانية (Oricon)                         | 10     | [ 59 ]  |
| ألبومات هولندية (MegaCharts)                     | 18     | [ 60 ]  |
| ألبومات نيوزيلندية (Recorded Music NZ)           | 14     | [ 61 ]  |
| ألبومات نرويجية (VG-lista)                       | 1      | [ 62 ]  |
| ألبومات بولندية (OLiS)                           | 5      | [ 63 ]  |
| ألبومات إسكتلندية (OCC)                          | 14     | [ 64 ]  |
| ألبومات إسبانية (PROMUSICAE)                     | 23     | [ 65 ]  |
| ألبومات سويدية (Sverigetopplistan)               | 19     | [ 66 ]  |
| ألبومات سويسرية (Schweizer Hitparade)            | 1      | [ 67 ]  |
| ألبومات المملكة المتحدة (OCC)                    | 9      | [ 68 ]  |
| ألبومات الولايات المتحدة (Billboard 200)         | 4      | [ 69 ]  |
| ألبومات الولايات المتحدة (Billboard Digital)     | 2      | [ 70 ]  |
| ألبومات الولايات المتحدة (Billboard R&B/Hip Hop) | 1      | [ 71 ]  |
| ألبومات الولايات المتحدة (Billboard Tastemaker)  | 7      | [ 72 ]  |

| الرسم البياني (2010)                             | المركز | المصادر |
| ------------------------------------------------ | ------ | ------- |
| ألبومات أسترالية (ARIA)                          | 52     | [ 73 ]  |
| ألبومات كندية (Billboard)                        | 28     | [ 74 ]  |
| ألبومات المملكة المتحدة (OCC)                    | 27     | [ 75 ]  |
| ألبومات الولايات المتحدة (Billboard 200)         | 21     | [ 76 ]  |
| ألبومات الولايات المتحدة (Billboard R&B/Hip Hop) | 7      | [ 77 ]  |
| ألبومات الولايات المتحدة (Billboard Digital)     | 25     | [ 78 ]  |

## الشهادات
| الدولة           | المزود             | الشهادات  | المبيعات  | المصادر |
| ---------------- | ------------------ | --------- | --------- | ------- |
| أستراليا         | (ARIA)             | بلاتينيوم | 70,000    | [ 79 ]  |
| بلجيكا           | (BEA)              | قولد      | 15,000    | [ 80 ]  |
| كندا             | (Music Canada)     | بلاتينيوم | 80,000    | [ 81 ]  |
| فرنسا            | (SNEP)             | بلاتينيوم | 100,000   | [ 82 ]  |
| ألمانيا          | (BVMI)             | بلاتينيوم | 200,000   | [ 83 ]  |
| أيرلندا          | (IRMA)             | بلاتينيوم | 15,000    | [ 84 ]  |
| بولندا           | (ZPAV)             | قولد      | 10,000    | [ 85 ]  |
| سويسرا           | (IFPI Switzerland) | بلاتينيوم | 30,000    | [ 86 ]  |
| المملكة المتحدة  | (BPI)              | بلاتينيوم | 600,000   | [ 87 ]  |
| الولايات المتحدة | (RIAA)             | بلاتينيوم | 1,110,000 | [ 88 ]  |

## تاريخ الإصدار
| الدولة           | التاريخ         | الشركة المنتجة | نوع الإصدار          | المصادر |
| ---------------- | --------------- | -------------- | -------------------- | ------- |
| أستراليا         | 20 نوفمبر، 2009 | يونيفرسال      | قرص مضغوط تحميل رقمي | [ 89 ]  |
| ألمانيا          | 20 نوفمبر، 2009 | يونيفرسال      | قرص مضغوط تحميل رقمي | [ 44 ]  |
| بولندا           | 20 نوفمبر، 2009 | يونيفرسال      | قرص مضغوط تحميل رقمي | [ 90 ]  |
| المملكة المتحدة  | 23 نوفمبر، 2009 | ميركوري        | قرص مضغوط تحميل رقمي | [ 91 ]  |
| الولايات المتحدة | 23 نوفمبر، 2009 | ديف جام        | قرص مضغوط تحميل رقمي | [ 92 ]  |
| الدنمارك         | 23 نوفمبر، 2009 | يونيفرسال      | قرص مضغوط تحميل رقمي | [ 93 ]  |
| كندا             | 23 نوفمبر، 2009 | يونيفرسال      | قرص مضغوط تحميل رقمي | [ 94 ]  |
| البرازيل         | 24 نوفمبر، 2009 | يونيفرسال      | قرص مضغوط تحميل رقمي | [ 7 ]   |
| إسبانيا          | 24 نوفمبر، 2009 | يونيفرسال      | قرص مضغوط تحميل رقمي | [ 95 ]  |
| الأرجنتين        | 26 نوفمبر، 2009 | يونيفرسال      | قرص مضغوط تحميل رقمي | [ 96 ]  |
| تشيلي            | 31 ديسمبر، 2009 | يونيفرسال      | قرص مضغوط تحميل رقمي | [ 97 ]  |

## روابط خارجية
- المقدر آر على موقع ميتاكريتيك (الإنجليزية)
- المقدر آر على موقع الموسوعة البريطانية (الإنجليزية)
- المقدر آر على موقع أول موفي (الإنجليزية)